# 孔多里里山 (帕卡赫斯)
17°46′21″S 69°5′2″W / 17.77250°S 69.08389°W
孔多里里山（Kunturiri），是玻利維亞的山峰，位於該國西部拉巴斯省的帕卡赫斯省，處於瓦伊拉盧佩科柳山西北面，屬於安第斯山脈的一部分，海拔高度4,998米。